# 四公里駅
四公里駅（しこうり-えき）は、中華人民共和国重慶市南岸区に位置する重慶軌道交通3号線と環状線の駅である。

## 利用可能な鉄道路線
重慶軌道交通
■3号線
■環状線

## 駅構造
3号線は島式ホーム1面2線、その下を通る環状線も島式ホーム1面2線をそれぞれ有している。

## 歴史
- 2011年12月30日 - 3号線開業。
- 2018年12月28日 - 環状線開業。

## 隣の駅
重慶軌道交通
■3号線
五公里駅(3/13)  - 四公里駅(3/14)  - 南坪駅(3/15)
■環状線
羅家垻駅(環/23)  - 四公里駅(環/25)  - 南湖駅(環/26)　